# 미국의사협회
미국의사협회(영어: American Medical Association, AMA)는 1847년 설립된 미국의 의사 단체로, 의사들 및 의과대학 학생들을 가입 대상으로 한다. 공식 학술지로 미국 의사 협회 저널을 발간하고 있다.

## 같이 보기
- 대한의사협회
- 세계의사회